# ゴン (ガイド犬)
高野山の案内犬ゴンは、慈尊院や高野山の参詣者・ハイキング客を案内した犬。
昭和60年代（1985年 - 1988年）に、九度山駅と慈尊院を結ぶ途中にある丹生橋の近くに住みついていた紀州犬と柴犬の雑種である白い雄の野良犬が、やがて慈尊院や高野山の参詣者・ハイキング客を案内するようになった。慈尊院から聞こえる鐘の音を好んでいたため、いつしかこの野良犬は「ゴン」と呼ばれるようになった。
最初の頃は九度山駅と慈尊院の間を案内するだけだったが、1989年（平成元年）頃から慈尊院をねぐらとして、高野山町石道（こうやさん・ちょういしみち）の20km強の道のりを朝、慈尊院を発って、夕方に高野山上の大門まで道案内し、夜には慈尊院に戻る毎日を送っていた。
しかし長く険しい山道を連日のように歩き続けたため、体力的・年齢的にも相当の負担がかかったようで、1992年（平成4年）をもってガイド犬を引退し、その後老衰のため、2002年（平成14年）6月5日午後3時50分に息を引き取った。
約1200年前の弘法大師の時代にも高野山の案内犬がいたという伝説があり（金剛峯寺#開創伝承も参照）、このゴンは「弘法大師の案内犬の再来・生まれ変わり」、「お大師さんの犬」などと呼ばれ親しまれていたこともあって、同年7月23日に慈尊院住職の計らいで境内の弘法大師像の横に、ゴンの石像が載せられた「高野山案内犬ゴンの碑」が建てられた。また、絵と「高野山案内犬ゴンちゃん」と書かれた“ゴンの御守”（おまもり）も御供所に備えられた。2003年には童話として出版された。
現在、慈尊院には、晩年のゴンと共に暮らした雄犬「カイ」が居るものの、ガイドは行っていない。